# Meri Te Tai Mangakāhia
Meri Te Tai Mangakāhia, född 22 maj 1868, död 10 oktober 1920, var en aktivist för kvinnors rösträtt i Nya Zeeland. Hon var en suffragett som inspirerade framtida generationer av maori-kvinnor. 

## Biografi
Mangakāhia föddes i nedre Waihou nära Panguru i Hokianga-dalen. Hon var medlem i Te Rarawa iwi och var dotter till Re Te Tai, en inflytelserik hövding. Mangakāhia utbildades på St Mary's Convent i Auckland och var en skicklig pianist.  
Mangakāhia var den tredje hustrun till Hāmiora Mangakāhia. I juni 1892 valdes han till ledare för Te Kotahitanga, ett självständigt parlament för maorier, i Hawke's Bay. Året efter ombads hon att komma till kammaren för att prata om sitt förslag om kvinnlig rösträtt, och därmed blev hon den första kvinnan som talade i Te Kotahitanga. Hon lade fram ett förslag till förmån för att kvinnor skulle få rösta och väljas som parlamentsledamöter.   Mangakāhias argument var att maori-kvinnor alltid traditionellt varit markägare men under kolonial lag förlorade de detta land. Hon kände att maori-män inte gjorde tillräckligt för att lösa landstvister med den brittiska kronan och att drottning Victoria kanske skulle svara bättre på förfrågningar från andra kvinnor. Hon noterade att maori-kvinnor var markägare och inte bör hindras från politisk representation.
År 1893 var hon involverad i att inrätta Ngā Kōmiti Wāhine, kommittéer som är associerade med Kotahitanga-parlamentet. 
1897 uppfylldes Mangakāhias drömmar när kvinnor fick rösträtt i val till Te Kotahitanga. 
Senare gick hon med i kvinnokommittén för Kotahitanga-rörelsen, kommittéer som var tidiga föregångare till Māori Women's Welfare Social League och hon fortsatte att vara inblandad i politik relaterad till maorier och välfärdsrörelser. Hon startade Te Reiri Karamu (Ladies 'Column) med Niniwa I te Rangi. Kolumnen var en plats där maori-kvinnor tog upp och diskuterade kvinnofrågor genom artiklar och brev. 
Hon dog av influensa i Panguru den 10 oktober 1920 enligt familjemedlemmar och begravdes på Pureirei-kyrkogården, nedre Waihou, nära hennes far. Hon hade fyra barn - två söner, Mohi och Waipapa, och två döttrar, Whangapoua Tangiora Edith och Mabel Te Aowhaitini. 